# Disconeura linaza
Disconeura linaza là một loài bướm đêm thuộc phân họ Arctiinae, họ Erebidae.